# Ель голубая
Ель голуба́я, или ель колю́чая (лат. Pīcea pūngens), — дерево; вид рода Ель.

## Распространение и среда обитания
Естественный ареал вида — запад Северной Америки от юго-востока штата Айдахо на юг через штаты Юта и Колорадо до Аризоны и Нью-Мексико.
Произрастает на высотах 1750—3000 м. Чаще всего растёт в горных долинах вдоль рек и ручьёв, где почва более влажная.
Вид весьма распространён, охранный статус оценивается как с наиболее низкой угрозой (LC).

## Ботаническое описание
Ель голубая — вечнозелёное хвойное дерево высотой 12—20 м,. Диаметр ствола — до 1,5 м. Кора тонкая и чешуйчатая; крона у молодых деревьев — узкоконическая, у старых деревьев становится цилиндрической.
Имеет хвою длиной 15—30 мм, ромбической формы в сечении. Цвет иголок — от серовато-зелёного до ярко-голубого.
Шишки слабо цилиндрические, длиной 6—11 см и шириной в закрытом состоянии 2 см, в раскрытом состоянии — до 4 см. Цвет шишек — от красноватого до фиолетового, зрелая шишка — светло-коричневая. Семена — чёрного цвета и длиной 3—4 мм со светло-коричневым крылом длиной 10—13 мм.
|                                                  |  |  |
| Слева направо: кора; молодые шишки; зрелая шишка |  |  |

## Хозяйственное значение и применение
Часто используется как декоративное растение.
Является деревом-символом штатов Юта и Колорадо.

### Селекция
В условиях низких зимних температур ель голубая приживается плохо, семян почти не даёт. 

### Сорта и формы
- f. glauca. Под этим названием подразумеваются все дикорастущие или находящиеся в культуре сеянцы, не подвергшиеся селекции, с более или менее голубоватым оттенком хвои. Селектированные и названные клоны образуют группу сортов Glauca.
- Glauca globosa. Получена в 1937 году у Ант Клуиса из семян. В настоящее время широко распространена. Карликовая форма, вначале слегка рыхлая и неравномерная, позже полузакруглённая и очень плотная, до 1 м высотой и 1,5 м шириной. Данных по максимальным размерам нет. Годовые побеги 5—8 см длиной. Иголки слегка серповидные, бело-голубые, 10—12 мм длиной, 1 мм толщиной, с каждой стороны — по 3—4 устьичных линии.
- Glauca pendula. Форма искривлённая или строго прямая; нижние сучья косо свисающие, вышестоящие сучья сначала горизонтальные, позднее чаще висячие. Иголки, как у вида, но серебристо-серые, иногда голубовато-серые, серповидные. Ввезена в 1895 году Костером и компания (Боскоп). Очень разнообразная форма, возможны различные клоны.
- Glauca procumbens. Карликовая форма, кустистая, широкораскидистая, неравномерная. Сучья часто перегнутые. Хвоя — как у Koster.
- Glauca prostrata. Карликовая форма, плоско лежащая на земле. Взрослые растения — около 2 м в диаметре при высоте около 40 см[3].
- Misty Blue. Большое дерево с конической кроной, в возрасте 15 лет высотой 5—7 м. Иглы жёсткие, от голубовато-зелёного цвета, колючие[4].
- Filip’s Blue Compact. Сорт найден в 2003 году среди сеянцев. Реализуется с 2005 года. Крона компактная, иголки блестящие, зелёно-голубые[5].
- Frieda F. Etzelstorfer (Австрия), 2000. Карликовый сорт, в ширину больше, чем в высоту. Хвоя серо-голубая. Сорт получен из сеянцев и назван именем жены оригинатора[6].
- Hermann Naue. Карликовый сорт. Крона плоскошаровидная, плотная. Размеры в возрасте 10 лет — 60 × 80 см, максимальный диаметр кроны — 1—2 м. Старые растения принимают форму широкого конуса. Ветви очень толстые, жёсткие. Хвоя серо-синевато-зелёная. У достаточно молодых растений наблюдается образование многочисленных шишек, в начале они имеют красный цвет, позже становятся светло-коричневыми. Хорошо переносит летнюю засуху. Хорошо растёт как на чернозёмных почвах степной зоны, так и на торфяных почвах севера. Может расти на сухих песчаных, а также на избыточно влажных каменистых почвах. Зоны морозостойкости — от 4 до более тёплых[7][8].